# Тамара Ґачечіладзе
Тамара «Тако» Ґачечіладзе (груз. თაკო გაჩეჩილაძე, 17 березня 1983, Тбілісі) — грузинська співачка, авторка пісень та акторка. Учасниця Євробачення 2017, виступила у першому півфіналі конкурсу, 9 травня, але до фіналу не пройшла.

## Євробачення
- 2008. Брала участь у грузинському національному відборі 2008 року з піснею «Me and My Funky» і посіла десяте місце.[3]

- 2009 Як членкиня квартету Стефане і 3G, вона мала представляти Грузію на Євробаченні 2009 з піснею «We don't Wanna Put In», але Росія, яка приймала Євробачення-2009, добилась дискваліфікації грузинського гурту за те, що слова пісні в ледь завуальованій формі натякали на агресію російського президента Путіна проти Грузії та окупацію Південної Осетії.

- 2017 Як сольна виконавиця представляла Грузію на Євробаченні 2017 з піснею «Keep the Faith». У фінал не вийшла.[4][5]. На питання журналіста про її почуття в Києві, згадуючи колишню дискваліфікацію в Росії, Тамара Ґачечіладзе відповіла, що «всім нам не завадить трошки відпочити від росіян».